# Korbitz
Korbitz ist ein Stadtteil von Meißen im Landkreis Meißen, Sachsen. Die Gemarkung liegt im Westen der Stadt auf der Hochfläche zwischen den Tälern des Jahnabachs und der Triebisch. Nachbarorte sind Meißen-Triebischtal, Meißen-Questenberg, Meißen-Dobritz und Schletta (Käbschütztal). Erstmals erwähnt wurde das Dorf im Jahr 1336. Im Jahr 1923 wurde es nach Meißen eingemeindet.